# Chama frondosa
Chama frondosa är en musselart som beskrevs av William John Broderip 1835. Chama frondosa ingår i släktet Chama och familjen Chamidae. Inga underarter finns listade i Catalogue of Life.